# Brachymenium mexicanum
Brachymenium mexicanum är en bladmossart som beskrevs av Montagne 1838. Brachymenium mexicanum ingår i släktet Brachymenium och familjen Bryaceae. Inga underarter finns listade i Catalogue of Life.